# Kypello Ellados 1931-1932
La Coppa di Grecia 1931-1931 è stata la 1ª edizione del torneo. La competizione è terminata l'8 novembre 1931. L'AEK Atene ha vinto il trofeo per la prima volta, battendo in finale l'Aris Salonicco.

## Primo turno
Zona Atene-Il Pireo
| Squadra 1             | Risultato    | Squadra 2      |
| --------------------- | ------------ | -------------- |
| Atromītos             | 4 – 0        | Asteras Atene  |
| Amina Pireo           | 7 – 1        | Paleou Falirou |
| Piraïkos Neos Falirou | 2 – 0 a tav. | Goudi Atene    |

Zona Salonicco
| Squadra 1 | Risultato | Squadra 2                  |
| --------- | --------- | -------------------------- |
| Meliteas  | 3 – 0     | Megas Alexandros Salonicco |

## Secondo turno
Zona Atene-Il Pireo
| Squadra 1     | Risultato | Squadra 2             |
| ------------- | --------- | --------------------- |
| AEK Atene     | 2 – 0     | Piraïkos Neos Falirou |
| Olympiacos    | 4 – 1     | Atromītos             |
| Panathīnaïkos | 6 – 1     | Amina Pireo           |

Passano automaticamente il turno:
| Squadre         |
| --------------- |
| Apollōn Smyrnīs |
| Ethnikos Pireo  |

Zona Salonicco
| Squadra 1 | Risultato   | Squadra 2            |
| --------- | ----------- | -------------------- |
| PAOK      | 3 – 0       | Meliteas             |
| Īraklīs   | 3 – 2 (dts) | Thermaïkos Salonicco |

Passa automaticamente il turno:
| Squadre        |
| -------------- |
| Arīs Salonicco |

## Quarti di finale
| Squadra 1      | Risultato | Squadra 2       |
| -------------- | --------- | --------------- |
| AEK Atene      | 4 – 0     | Ethnikos Pireo  |
| Olympiacos     | 0 – 1     | Apollōn Smyrnīs |
| Arīs Salonicco | 7 – 2     | Panathīnaïkos   |
| Īraklīs        | 2 – 3     | PAOK            |

## Semifinali
| Squadra 1       | Risultato | Squadra 2      |
| --------------- | --------- | -------------- |
| AEK Atene       | 2 – 1     | PAOK           |
| Apollōn Smyrnīs | 2 – 3     | Arīs Salonicco |

## Finale
| Arbitro: | Sotiris Asprogerakas |

|                                                                       |           |                                  |
| Iliaskos 5’ Baltas 8’ Baltas 65’ Oikonomou 70’ (aut.) Negrepontis 78’ | Marcatori | 40’ Kitsos 43’ Kitsos 80’ Kitsos |